# Sumpigaster subcompressa
Sumpigaster subcompressa är en tvåvingeart som först beskrevs av Walker 1853.  Sumpigaster subcompressa ingår i släktet Sumpigaster och familjen parasitflugor. Inga underarter finns listade i Catalogue of Life.